# Gold Coast (Floride)
Pour les articles homonymes, voir Gold Coast (homonymie).

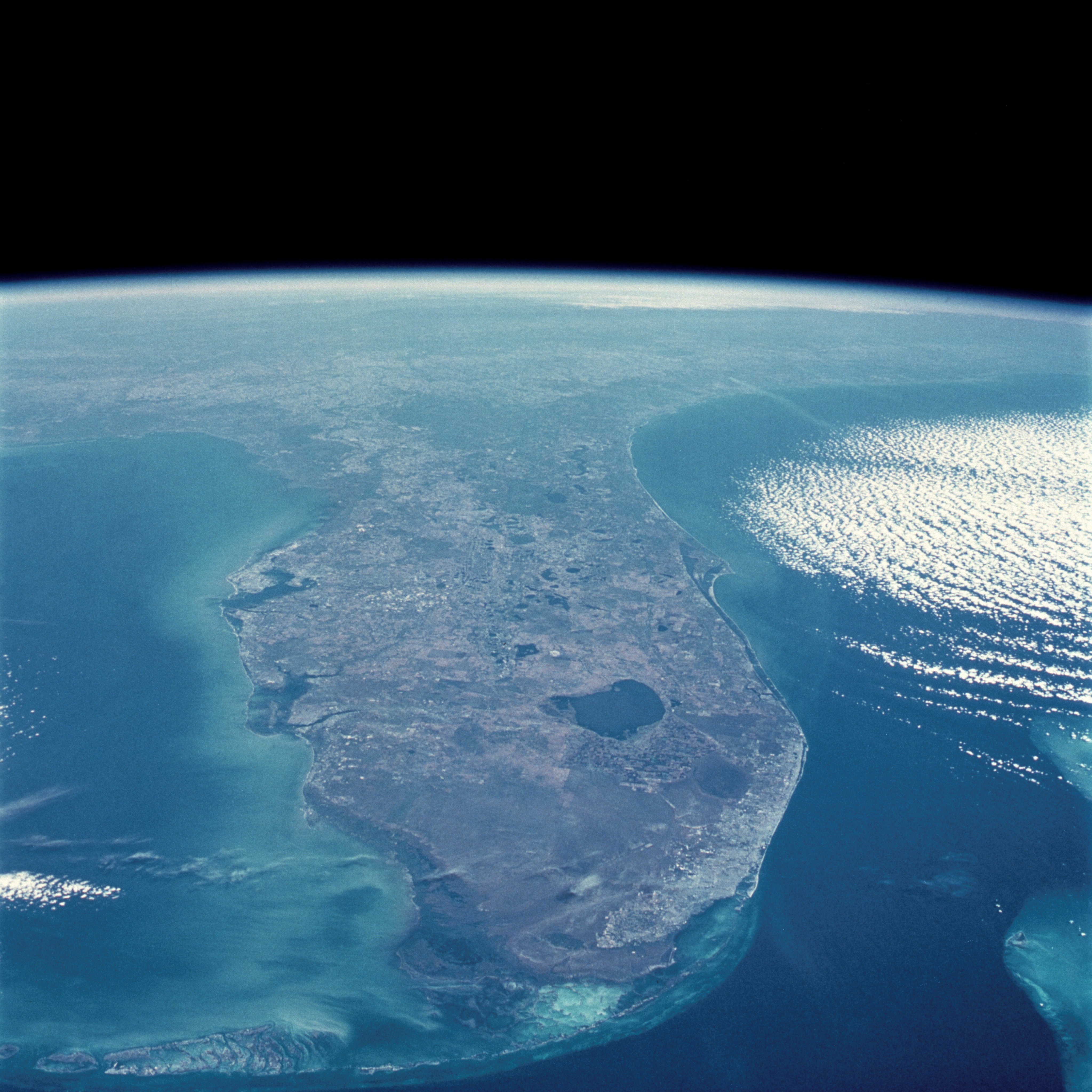
Image satellite de la Floride, avec la Gold Coast en bas à droite.

La Gold Coast (« Côte d'or »)  est une région du Sud-Est de la Floride aux États-Unis qui s’étend de la métropole la plus peuplée, Miami, jusqu'à Palm Beach, en bordure de l'océan Atlantique.
L'essentiel de la population se concentre sur une étroite bande de terre où le tourisme est roi.

## Étymologie
Il existe plusieurs explications pour l’origine du nom. Certains disent que cela vient des galions espagnols remplis d’or qui se seraient échoués au large de la région, d’autres disent que cela vient de la richesse de nombreuses personnalités fortunées qui y ont fait construire des résidences secondaires.

## Description
La région s’étend sur la partie orientale des comtés de Miami-Dade, Broward, et de Palm Beach. Elle englobe les cités de Miami, West Palm Beach, Boca Raton, Pompano Beach et Hollywood ainsi que la célèbre station balnéaire de Fort Lauderdale.